# Бої на українсько-російському кордоні
 Бої на українсько-російському кордоні  розпочалися після перемоги України в  Битві за Київ, наслідком якої став  відступ Збройних сил Російської Федерації  з  Півночі  та  північно-східних територій  України. 4 квітня 2022 українські війська вийшли на державний кордон з Російською Федерацією, після чого обидві сторони почали  інженерне обладнання  нових позицій для ведення  позиційних боїв. Бойові дії характеризуються  авіаударами; ракетними,  артилерійськими,  мінометними  та  стрілецьким  обстрілами через кордон; веденням  розвідувальних  заходів за рахунок  БПЛА, а також спроб проникнення  ДРГ; атаками на інфраструктурні об’єкти,  провокаціями  та проведенням  інформаційно-психологічних операцій, зокрема українською громадськістю. Після звільнення більшої частини Харківщини в результаті контрнаступу, з вересня 2022 року фронтом, по суті, стала також ділянка російсько-українського кордону між Бєлгородською та Харківською областями.

## Передумови
Після розпаду Радянського Союзу остаточно лінію кордону було визначено лише 28 січня 2003 року в двосторонньому договорі між Україною та Росією, проте розпочавши війну  Російська Федерація порушила умови цього договору, зокрема анексувавши півострів Крим. 23 квітня 2014 року на Сумщині вперше почали організовувати  інженерні роботи  по укріпленню позицій. З початком нової фази протистояння на Сході України, кордон становився регулярно місцем бойових дій, так в ніч з 1.06.2014 на 2.06.2014 була  атакована Луганська прикордонна база; з 12 червня по 7 серпня тривали бої на кордоні в Донецькій області, за результатом яких був втрачений контроль над ділянкою кордону між  Ізвариним  й  Маринівкою , за результатом боїв Російська Федерація отримала змогу підсилити своє угрупування на Донбасі та переломити хід боїв на свою користь, також через російсько-український кордон регулярно вівся вогонь по українським позиціям аж до початку вересня. За результатами Війни на Донбасі Україною був втрачений контроль над кордоном починаючи від Сіверського Донця до Азовського моря.  
Через перебіг російсько-української війни 3 вересня 2014 року було запропоновано фортифікувати українсько-російський кордон, дії з його облаштування отримали назву Проєкт «Стіна». Первісно планувалось, що облаштування кордону триватиме до 2018, проте з плином часу добудова відкладалась, а бюджет проєкту ріс, станом на 2022 рік очікувалось закінчення робіт в 2025 році, а сам проєкт був готовий приблизно на 50%. Від початку дотичні особи звинувачувались зі збоку українській громадськості, зокрема журналістами, в  корупції , яка призвела до подорожчання та відкладання реалізації.
Російська Федерація з 2014 року вздовж кордону готувала плацдарм для повномасштабного наступу, облаштовуючи позиції, відновляючи аеродроми, створюючи додаткові військові полігони. У 2018 році був введений у експлуатацію частково Кримській міст, який з’єднав  Кубань  з тимчасово окупованим  Кримом  та став слугувати, де-факто, суходільним кордоном з РФ та важливим інфраструктурним об’єктом по підготовці до майбутнього вторгнення в Україну.. З 2021 року було два політично-дипломатичного загострення через нарощування російського угрупування, друге яке почались з листопада 2021 стало тим, що передувало початку російського вторгнення в Україну.. Перед початком повномасштабної війни, українсько-російський кордон став місцем здійснень провокацій з боку Російської Федерації, так 21 лютого 2022 Росія звинуватила Україну в атаці на прикордонний пункт ФСБ в  Ростовській області , а також в спробі прориву ДРГ в районі станиці Мітянській  , обидва випадки аналітиками визнані підробленими.  Того ж дня російське військо офіційно перейшло неконтрольовану ділянку кордону, кличучи це “ миротворчою місією ” та готуючись до подальшої війни. 24 лютого 2022 о 5 ранку російськи сили завдали удару по прикордонних заставам, після чого відбувся прорив військовою технікою на всіх ділянках сухопутного кордону. 

## Перебіг подій

### Перший етап
Перший етап цієї фази війни характеризувався втратою контролю над кордоном, так стало відомо що, одночасно з проривом на окремих ділянках  білорусько-українського кордону  та адміністративного кордону з окупованих Кримом, українсько-російський кордон був подоланий в напрямках наступних населених пунктів:  Городня ,  Семенівка ,  Грем'яч  у Чернігівській області;  Глухів ,  Путивль ,  Суми ,  Охтирка  у Сумській області;  Козача Лопань ,  Липці ,  Вовчанськ ,  Великий Бурлук ,  Куп’янськ  у Харківській області; а також  Біловодськ ,  Марківка  та  Білолуцьк  у Луганській області. 24 лютого 2022 року країна-агресор заявила про обстріл прикордонного пункту в селищі  Тьоткіно , Курської області, в повідомленні вказується про відсутність жертв з боку Росії. Надалі прикордонні райони були під артилерійськими та авіаційними обстрілами, які безпосередньо не мали впливу на контроль над кордоном. Окрім того без жодних доказів про такий самий інцидент в прикордонні у села Тьоткіно повідомлялось знов 29 березня, з таким самим результатом. 
Починаючи з перших днів, населення Білгородської області потерпало від снарядів, які внаслідок помилок при обстрілі Харкова та області з боку військ Росії потрапляли по цивільним на території власної країни, так в перший день було поранено 3 людини, серед яких дитина, СК РФ звинуватив в цих випадках Україну. Надалі губернатор Вячеслав Гладков повідомив, нібито, про атаку українською артилерією прикордонних сіл Нехотіївка та Журавлівка, де за заявами загинув військовий капелан РПЦ , що трапилось 23 березня. 
26 лютого 2022 стало відомо, що Україною були знищенні залізничні вузли  з Росією задля унеможливлення швидкого підсилення противника додатковою технікою.
В перший тиждень широкомасштабного наступу були заяви про атаки з боку українських сил на  летовища у Російській Федерації, які знаходяться на кордоні з Україною, так повідомлялось:  аеродром у Міллерово у кордона з Луганською областю був атакований ракетою «Точка-У», відомо про 1 загиблого військового та  1 втрачений ВКС РФ літак, а також 1 березня літовище в Таганрозі з невідомими наслідками. Також варто зазначити випадок  дружнього вогню , так 24 лютого в межуючий з Луганською  Воронізької області був збитий АН-26 ВПС РФ, ймовірно, силами  власного ППО , які було розгорнуті в очікувані атак з боку ПС України.
Українські сили продовжили використовувати ОТРК «Точка» для завдання ударів через кордон, так із використанням цієї ракети був завданий  удар 29 березня  по польовому табору військових в 10 км от кордону, який використовувався з 2021 для підготовки й нападу на Україну, про це повідомив український журналіст. Це призвело до подальшої детонації боєприпасів, з заяв СК РФ, при атаці було знищено 21 одиниця техніки та 8 солдат травмовано. 1 квітня два гелікоптери  Мі-24 завдали  удар по нафтобазі ЗАТ «Бєлгород-Термінал», українська сторона не визнає відповідальності за цей випадок, в той же час СК РФ класифікував ці події як теракт, який на думку країни-агресора, був скоєний  Армійською авіацією України. Для цієї операції в такому випадку українські гелікоптери мали б подолати значну відстань, в тим числі й кордон який контролювали на той момент ЗС РФ, оминути ППО противника, й успішно повернутись назад, що робить це важливою історичною подією, бо вперше Росія з 1950 року  підвержена була авіаатаці. Того ж дня у селах  Ясні Зорі  та  Микільське  Бєлгородської області, повідомляли про обстріли, але за наявними даними поселення були атаковані, ймовірно,  9М728 ОТРК «Искандер-М» , які є на озброєнні лише у ЗС РФ.
Втрата контролю над кордоном призвела до постійного підкріплення, а також забезпечувала  логістичний супровід  російських атакуючих сил, проте противнику не вдалось створити їм відповідного захисту, через що вони потерпали від засідок з боку ЗСУ та  руху спротиву  серед місцевого населення, тим самим виявилась неспроможність Збройними силами РФ виконати поставлені їм задачі й призвівши до поразки в передмісті Києва  . Про відступ російської армії під час перемовин в Туреччині стало відомо від представників російської делегації. Сама операція тривала з 30.03.2022 по 4.04.2022, в ході якої противник давав  ар’єргардні бої й поніс втрати, а за їх результатами ним було залишені  Київська , Чернігівська та Сумська області, а 4 квітня 2022 стало відомо, що були зайняти українськими силами українські прикордонні пункти, відновивши тим самим контроль на ділянці від Чернігівської області до  річки Уди , в Харківській області.. 

### Другий етап

#### Квітень
6 квітня, за заявами зробленими  керівництвом Курської області , стався бій на кордоні між українськими силами та  російськими прикордонниками, за його заявами, які не були підкріплені доказами, українськи сили почали обстріл з застосуванням мінометів, проте з сторони російських військових ніхто не постраждав. 13 квітня на прикордонний пункт у села  Нові Юрковичі  Брянської області з застосуванням мінометів був скоєний напад, принаймні це стверджує 14 квітня СК РФ звинувачуючи в цьому Україну, в той час коли там, начебто, знаходились 30 українських  біженців , при цьому жодна людина не постраждала, що робить цей інцидент підозрілим, особливо факт того, що в'їзд громадянам України на територію РФ заборонений через розповсюдження коронавірусної хвороби. За словами губернатора Курської області у районі  Крупця Рильського району  у прикордонного пункту впродовж 29 та 30 квітня точились бої, того ж дня про бої між українськими й російськими силами у прикордонні оголосив губернатор Брянської області. 
12 квітня прикордонному  Шебекінському районі  невідомими було, ймовірно, підірвано залізничне полотно, того ж дня влада 6 сусідніх з Україною областей оголосили "жовтий" рівень терористичної загрози. За схожих обставин, 22 квітня в  Клєтнянському районі  з рейок зійшов локомотив. На оприлюднених світлинах видно пошкоджену колію та перекинутий на бік потяг, проте в заяві про ліквідацію наслідків аварії стверджувалось про природні причини аварії, а саме  розмив. Проте вже 26 квітня в іншому місці Брянської області заявили про виявлення вибухового пристрою, що знаходився на рейці. 
14 квітня губернатор Бєлгородської області звинуватив Україну в артилерійських ударах по селах  Сподарюшине  та  Журавлівка , де була поранена одна людина. Того ж дня оголосили про евакуацію населення тих сел, проте є підстави вважать її фіктивною. Також того ж дня, Україну звинувачують у нападі на місто  Климово  Брянської області з застосуванням гелікоптерів, під час якого було травмовано 7 осіб, серед яких вагітна та дитина. Цієї події попередавало звернення від  Центру протидії дезінформації України з застереженням про можливі провокації з боку РФ на власній території з подальшою спробою звинувачення України. Також варто зазначити, що місто Климово грало важливу роль під час початку вторгнення в Україну, поряд з ним протягом 2021 та 2022 на військових полігонах  російські війська готувались до наступу, а також туди були виведені сили з Білорусі та з Чернігівської області, після поразки в Битві за Київ та перед відправкою на  Битву за Донбас, а розбудована військова інфраструктура міста є легітимною ціллю. Лише наступного дня, без жодних доказів, ФСБ заявило про збиття українського  Мі-8, який начебто був причетний до атаки. Починаючи з цього моменту керівництвом сусідніх з Україною областей у Росії висуваються звинувачення у обстрілах прикордонних населених пунктів, а саме: троє легкопоранених у  Головчино 19 квітня, ще одна атака 24 квітня без жертв, дві людини поранені у Журавлівці 25 квітня (хоча до того було оголошено про евакуацію місцевих).
25 квітня у Брянську стався ще один напад: вранці на двох нафтових об’єктах , цивільному та військовому, сталося два великих вибухи та пожежі, про які стало відомо з відео та зображень у соціальних мережах. Аналітик The Guardian вважає пожежі, ймовірно, актом  диверсії  з боку України, хоча відповідальність залишається невизначеною, російських ЗМІ звинувачують Україну в атаці за допомогою дрона, за заявою того ж дня в Брянській області було збито два безпілотники  Bayraktar TB2 . Наступного дня були опубліковані світлини , начебто з Курської області, з ймовірними уламками Bayraktar TB2, проте ще до того Центр протидії дезінформації попереджав про вилучення уламків збитих дронів Bayraktar TB2 з місць битв й подальше використання їх для провокацій. Попри те, в мережі з'явилось видиво, ймовірно, з Брянської області, на яке потрапив військовий літак у  лівреї , схожій на Повітряні сили ЗСУ. 27 квітня губернатор Бєлгородської області повідомив про вибухи поблизу  Старої Нелидівки , за попередніми даними здійнялась пожежа на складі з боєприпасами та що жертв серед цивільних нема.

#### Травень
1 травня був знищений міст на залізниці  Суджа — Сосновий Бор , про що повідомив губернатор Курської області, це було оголошено актом диверсії та через це розпочато кримінальне провадження, міст згодом був полагоджен. 
2 травня українськи сили пішли у  контрнаступ на північ  від Харкова. Протягом наступних двох тижнів в ході наступу була повернута низка сел під контроль, відступаючи російськи сили руйнували мости, по українських військових вівся вогонь з артилерії через кордон.  Під час контрнаступу українських сил, російські війська залишили свої позиції, разом з ними відступали й примусово мобілізовані з т.з. " ЛНР ", проте російські прикордонці не пустили їх на територію Бєлгородської області, виступаючи для них  загороджувальним загоном . Через ці події в  ОРЛО , вперше за довгий час, почались заворушення серед місцевих з вимогами повернуть в ОРЛО мобілізованих чоловіків. Ймовірно, 14 травня українські війська звільнили  Тернову , а вже 15 травня вийшли на державний кордон, того ж дня в мережі почали з'являтись візуальні підтвердження створення  окопів  у прикордонних сіл Бєлгородської області. 
11 травня білгородський губернатор заявив про обстріл села  Солохи , внаслідок інциденту одна людина загинула та семеро отримали поранення, в нападі звинуватили Україну. Далі впродовж місяця фіксувались обстріли прикордонних населених пунктів в Росії, в яких звинувачували Україну, а саме: 15 травня  Середа ,  Новостроївка-Друга , Журавлівка, травмована одна людина та пошкоджена лінія електропередач; 17 травня село  Безімено  1 постраждалий; 18 травня село Солохи, де 1 людина травмована, та  Алексєївка Глушківського району ; 19 травня Алексєївка,  Дронівка  та спиртзавод у Тьоткіно, де 1 людина загинула та 1 постраждала; 25 травня у Журавльовці 1 людина отримала травми; 26 травня там ж ще одна людина постраждала, також в той день у Ворожбі Суджанського району  поранення отримав чоловік. 
30 травня розслідувачі по відкритим джерелам знайшли новостворений польовий аеродром у прикордонні Харківської області неподалік російського міста Волоконовка, який використовується ВКС РФ для десантних гелікоптерів Мі-26. 

#### Червень
2 червня із повідомлень речника Міністерства оборони Олександра Мотузяника стало відомо, що ЗСУ вийшли в декількох місцях на кордон на Харківщині, попри контр-наступальні дії влаштовані агресором після успішного наступу українських підрозділів у Тернової. Сили Російської Федерації на цій ділянці кордону перейшли к будуванню укріплень аби стримати українсько військо від підсилення підрозділів на інших ділянках. 
Бої точаться в прикордонні Сумської області. 3 червня з мінометів була обстріляна росіянами територія Миропільської громади, жертв немає.  Шосткінський район знаходиться під регулярними атаками російських сил, так 4 червня з застосуванням авіація був атакований населений пункт в цьому районі, атака була зроблена з боку села Миколаївка, Російської Федерації, того ж дня російські військові атакували цей район за допомогою мінометів. 4 червня також були атаковані населені пункти в Великописарівському районі за допомогою БПЛА, скидавших вибухові пристрої, а також прикордоння Сумського району за допомогою 6 ракет внаслідок авіаудару. 
Під обстрілами перебуває прикордоння Чернігівської області, так 3 червня 40 пострілів з артилерії 152 мм калібру та 120 мм калібру мінометів була обстріляна Кам’янська Слобода, жертв серед військових та цивільних немає.  4 червня 19 мін з мінометів було випущено російським військом по Новгород-Сіверського району. 